# A Jihad for Love
A Jihad for Love je americký dokumentární film z roku 2007 o vztahu islámu a homosexuality, který režíroval Parvez Sharma. Snímek měl světovou premiéru na Mezinárodním filmovém festivalu v Torontu 9. září 2007. Dokument se natáčel ve 12 různých zemích (Saúdská Arábie, Írán, Irák, Pákistán, Egypt, Bangladéš, Turecko, Francie, Indie, Jihoafrická republika, USA a Spojené království) a v devíti jazycích.

## Děj
Film sleduje osudy několika muslimů, kteří se snaží uvést do souladu svou víru a svou citovou orientaci. Gay imám z Jihoafrické republiky, tři přátelé z Íránu čekající na rozhodnutí ohledně politického azylu v Kanadě, spisovatel z Maroka žijící v Paříži, lesby z Egypta nebo transsexuál z Indie vypravují o svých životních zkušenostech s homosexualitou a islámem.

## Problémy s natáčením a uvedením filmu
Režisér Sharma musel respektovat přání některých protagonistů ohledně zachování soukromí, proto jsou tváře některých zpovídaných rozostřené a nejsou uvedena jejich pravá jména. Film byl také zakázán na Mezinárodním filmovém festivalu v Singapuru v roce 2008 „s ohledem na citlivou povahu tématu, která uvádí muslimské homosexuály v různých zemích a jejich boj za usmíření náboženství a jejich životního stylu“, jak uvedla Amy Chua, předsedkyně rady filmových cenzorů.